# Laminaria
Laminaria är ett släkte i familjen Laminariaceae bland brunalgerna.
Bålen består av en flerårig stam, som är fäst på havsbottnen med greniga rhizoider och i spetsen bär ett sig årligen förnyande, läderartad blad. I anatomiskt avseende utmärks den genom förekomst av slemkanaler och silhyver.

## Användning
Traditionellt har algens stjälkar kommit till användning inom kirurgin för utvidgning av öppning och kanaler, t.ex. örongången.
Algens celler är omgivna av en starkt utvecklad, gelatinös substans som skrumpnar vid torkning, men som gärna tar upp vatten och då utvidgar sig till femfaldig volym.
Laminaria och andra brunalger insamlas också och bränns, varefter man ur askan utvinner jod och kaligödsel. De kan också användas som djurfoder och i Kina och Japan i vissa fall som människoföda.